# Thomas Stoimaier
Thomas Stoimaier (* 1971) ist ein österreichischer Politiker der Sozialdemokratischen Partei Österreichs (SPÖ). Am 2. Juli 2019 wurde er als Abgeordneter zum Landtag Steiermark angelobt, dem er bis zum 17. Dezember 2019 angehörte.

## Leben
Thomas Stoimaier begann 1986 eine Lehre zum Maschinenschlosser und wurde danach zum Jugendvertrauensrat gewählt. Seit 2003 ist er Vorsitzender des Arbeiterbetriebsrates bei der Magna Steyr Fahrzeugtechnik in Graz. Seit 2015 gehört er außerdem dem Europäischen Betriebsrat (EBR) der Magna International an.
Bei der Landtagswahl in der Steiermark 2015 kandidierte er auf dem 16. Listenplatz der Landesliste sowie im Landtagswahlkreis 4 (Weststeiermark). Nach dem Wechsel von Bettina Vollath ins EU-Parlament am 2. Juli 2019 übernahm Thomas Stoimaier deren Mandat im Landtag Steiermark und wurde in der 54. Landtagssitzung der XVII. Gesetzgebungsperiode als Abgeordneter angelobt. Nach der Landtagswahl 2019 schied er aus dem Landtag aus.
In Stainz ist er Mitglied des Gemeinderats.